# Lejeunea lamacerina
Lejeunea lamacerina är en levermossart som beskrevs av Rudolf Mathias Schuster. Lejeunea lamacerina ingår i släktet Lejeunea, och familjen Lejeuneaceae. Arten har ej påträffats i Sverige.